# Martjärnen (Bergsjö socken, Hälsingland)
Martjärnen är en sjö i Nordanstigs kommun i Hälsingland och ingår i Harmångersåns huvudavrinningsområde.